# Nålaugholmen

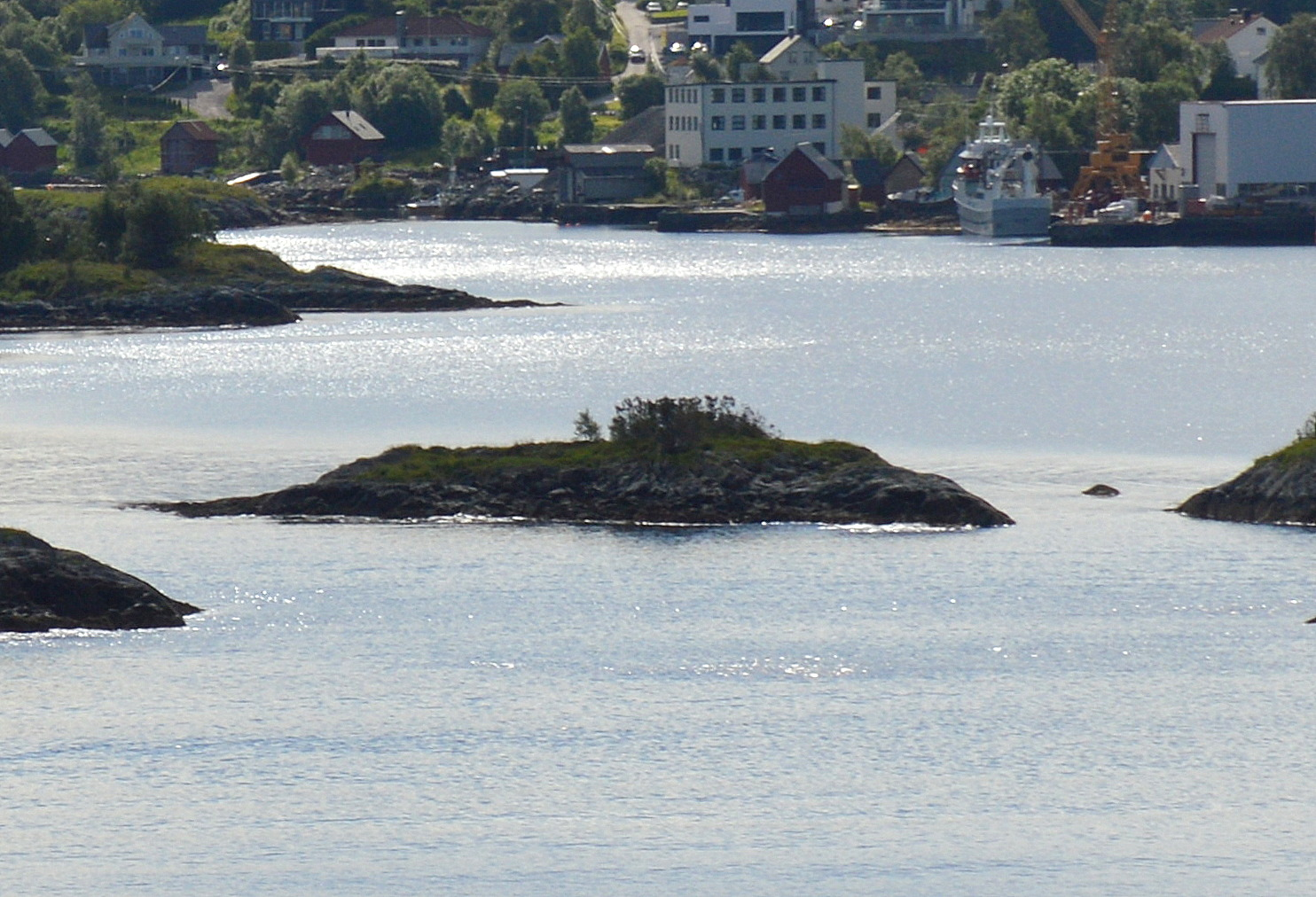
Nålaugholmen

Nålaugholmen ist eine unbewohnte Schäreninsel im Heissafjord in Norwegen und gehört zur Gemeinde Sula der norwegischen Provinz Møre og Romsdal.
Sie liegt nahe dem südlichen Ufer des Fjords, nördlich des Orts Langevåg. Nålaugholmen ist von weiteren Schären umgeben. Nördlich liegt die deutlich größere Insel Storholmen und südwestlich Notholmen.
Die felsige Insel hat eine West-Ost-Ausdehnung von etwa 75 Metern bei einer Breite von bis ungefähr 30 Metern. Sie erreicht eine Höhe von bis zu vier Metern und ist mit einigen Büschen bewachsen.